# 김우정
김우정(1968년 5월 14일 ~ )은 대한민국의 성우이다. 1995년 KBS 25기 공채 성우로 데뷔하였다.

## 주요 출연 작품

### 애니메이션
- 4차원 탐정 똘비 (KBS) - 가면의 남자 / 알렉산더 로미오
- 명탐정 코난 (KBS) - 신현오
- 바다의 전설 장보고 (KBS) - 젊은 한정우 박사 / 샘 / 레이아탄 부하 / 연구원
- 비밀일기 (KBS)
- 수호요정 미셸 (KBS) - 메기
- 올림포스 가디언 (SBS)
- 용의 전설 드래곤 부스터 (KBS) - 레이서1
- 우정의 그라운드 (KBS) - 디노 / 김한준
- 인형공주 리카 (KBS) - 루이
- 태권왕 강태풍 (KBS) - 마도천

### 애니메이션 영화
- 명탐정 빠세 (KBS) - 찍스2
- 렛츠 댄스 (KBS) - 성훈

### 영화
- 타이타닉 (KBS) - 토미 (제이슨 배리)
- 말레나 (KBS)
- 스피드 2 (KBS) - 단테(로열 왓킨스)
- 컷 런스 딥 (KBS) - 토니 (에드워드 리)
- 동거남녀 (KBS) - 남동생
- 아메리칸 스윗하트 (KBS) - 대니 (세스 그린)
- 글루미 선데이 (KBS)
- 산타클로스 (KBS)
- 비상근무 (KBS)
- 엠파이어 레코드 (KBS) - 마크 (이선 랜들)
- 아름다운 시절 (KBS) - 존
- 미스터 디즈 (KBS)
- 청혼 (KBS) - 스톤 (티머시 폴 페레스)
- 바라바 (KBS)
- X파일 (KBS)
- 뉴튼 보이즈 (KBS) - 조 (스킷 올릭)
- 사선에서 (KBS) - 월터(알란 토이) / 경찰
- 머니트레인 (KBS)
- 7월 4일생 (KBS) - 티미 (프랭크 훼일리)
- 황비홍3 (KBS) - 아인
- 패트리어트 (KBS)
- 사강의 요새 (KBS) - 뤼시앙 (플로렌트 파그니)
- 자칼 (KBS) - 바실
- 미스터리 알래스카 (KBS) - 버디 (스콧 그라임스)
- 이프 온 리 (KBS) - 나이젤 (대니 바빙턴)
- 라스트 캐슬 (KBS) - 더피 (새뮤얼 볼)
- 6번째 날 (KBS) - 드러커 비서
- E.T. (KBS) - 마이클 (로버트 맥노터)
- 포스트 임팩트 (KBS)
- 타임 투 킬 (KBS) - 테일러(바이런 제닝스) / 기자
- 극속전설 (KBS) - 두문
- 댓 싱 유 두 (KBS) - 베이스 (이선 엠브리)
- 토파즈 (KBS) - 베니
- 못말리는 서스펙트 (KBS) - 형사
- 밀레니엄 캅 (KBS) - 경찰2
- 발리우드 할리우드 (KBS) - 고빈 (아룸롬바르디-싱)
- 하나 그리고 둘 (KBS) - 패티
- 양가휘의 굿바이 차이나 (KBS) - 오버만
- 나의 발리우드 신부 (KBS)
- A.I. (KBS) - 직원(클라크 그레그) / 수리공(맷 말로이)
- 크래쉬 (KBS) - 핸슨 (라이언 필립) / 브루스(켄 가리토)
- 폰 부스 (KBS) - 애덤 (키스 놉스)
- 셰리 베이비 (KBS) - 앤디 켈리 (리오 핵퍼드)
- 나의 인생 나의 기타 (KBS) - 브렛 (레그 로저스)
- 헌팅 파티 (KBS) - 소르잔(고란 코스틱) / 고란(미라이 그르빅)
- 34번가의 기적 (KBS)
- 로켓 맨 (KBS)
- 엽문 2 (KBS) - 주광요 (정가성) 외
- 머니 핏 (KBS) - 줄리오([[네스터 세라노]) / 의료원(웬들 피어스)
- 네트 (KBS)
- 007 죽느냐 사느냐 (KBS)
- 검은 고양이 흰 고양이 (KBS) - 자레 (플로리얀 아이디니)
- 볼케이노 (KBS) - 공사작업 인부(살 렌디노)

### 외화
- 마리 앙투아네트 (EBS) - 루이 15세
- 닥터 후 (KBS)
- 스필버그의 어메이징 스토리 (KBS)
- 삼국지 (KBS) - 제갈균
- 롬멜 (CNTV)

### 인터넷
- 레인보우 살인사건 (옛날방송국) - 웨이터

### 게임
- 결전 - 우키타 히데이에 / 혼다 다다토모
- 레드 얼럿 2
- 메크커맨더 2
- 엠페러 배틀 포 듄
- 삼국지전기
- 진 삼국무쌍 2 - 육손 / 이유